# Шейх Джунейд
Шейх Джунейд (азерб. Şeyx Cüneyd) (1429—1460) — пятый глава религиозного ордена Сефевийе (1447—1460), отец шейха Гейдара, дед шаха Шаха Исмаила Сефеви, сын шейха Ибрагима.

## Биография
После смерти в 1447 году его отца, Ибрагима, являвшегося главой ордена Сефевийе, Джунейд возглавляет орден. До шейха Джунейда Ардебильские шейхи не интересовались политикой, занимались только религиозными делами. Поставивший цель перед собой Джунейд, начал вооружать окружающих себя мюридов для войны. Правитель Кара-коюнлу Джаханшах, так же не являвшийся суннитом (его вера позднее оформилась как алевиты), испугавшись размножения членов ордена, обратился к дяде Шейха Джунейда Шейху Джафару и добился отъезда Джунейда из Азербайджана. После этого Шейх Джунейд прибыл в Анатолию и начал пропаганду среди Туркоманов жившими в том регионе, обрел для себя мюридов и перешел на территорию Караманского бейлика. После приказа Караманского бека о его аресте нашел убежище в Мамлюкском государстве. Из-за его шиитской пропаганды Мамлюкский султан отправил на него войско, и Шейх Джунейд, проигравший в сражении, сбежал в Анатолию.

С 1456 года по 1459 Джунейд находился на попечении суннита Узун Хасана Ак-коюнлу, правителя Диярбакыра (1453—1478), который еще мало был известен в те времена. Для укрепления помощи Сефевидских шейхов в сражении с его врагом Джаханшахом, Узун Хасан выдал свою сестру замуж за Шейха Джунейда. По заметкам историков весть об этом браке дошла до дальних уголков Малой Азии и Сирии и халифы «ранних шейхов» встретили Джунейда с почетом. Летом 1456 года Шейх Джунейд захватил Трапезунд. Анонимный греческий летописец пишет про это:
«Перед тем, как Требизонд был захвачен (Джунейдом), в нем была чума и император и вся знать удалились в другое место по морю; внезапно напал Шах Джунейд со своей армией и предал смерти множество людей, убив наиболее видных горожан и тех, кто мог носить оружие... Он захватил большую добычу в конях и оружии, перед тем как отступить. Когда Султан Мехмед узнал о том, что дервиш одержал такую победу, он выступил в поход и завоевал Требизонд».
Под энергичным руководством юного Шейха Джунейда сефевидский орден превратился в объединяющий центр для туркоманов-диссидентов, проживавших во владениях Османов, Аккоюнлу, Зульгадаров и Мамлюков. Чтобы создать своё государство, Джунейд решил захватить Ширван. Он атаковал Ширван со своими 10000 сторонниками, собравшимися вокруг него в сражениях, с целью завоевать государство и Ширваншахский трон. Его шиитские сторонники в Ширване тоже присоединились к нему. Почуяв цель Шейха Джунейда, принужденный табасаранцами Халилуллах, с помощью Джаханшаха Кара-коюнлу встретил Джунейда войсками, и Джунейд был убит в 1460 году в сражении, на левом берегу реки Самур в селении Гапцах,. а его мюриды проиграли. Согласно одной версии, Джунейда взяли в плен, и он был казнен по приказу Ширваншаха. Согласно другим источникам, он был застрелен на поле боя.
По сведениям персидского историка Фазлаллаха ибн Рузбихана, мюриды Джунейда перенесли его труп на правый берег реки Самур и похоронили его в области  Кубба - Кулхан, селении Яргун (Хазры)  Гусарского района).
Его сын Гейдар, родившийся после смерти своего отца, вырос во дворце Узун Хасана и, женившись на дочери Узун Хасана, стал его зятем.

## Мавзолей шейха Джунейда
Мавзолей шейха Джунейда расположен в селе Хазра Гусарского района Азербайджана.

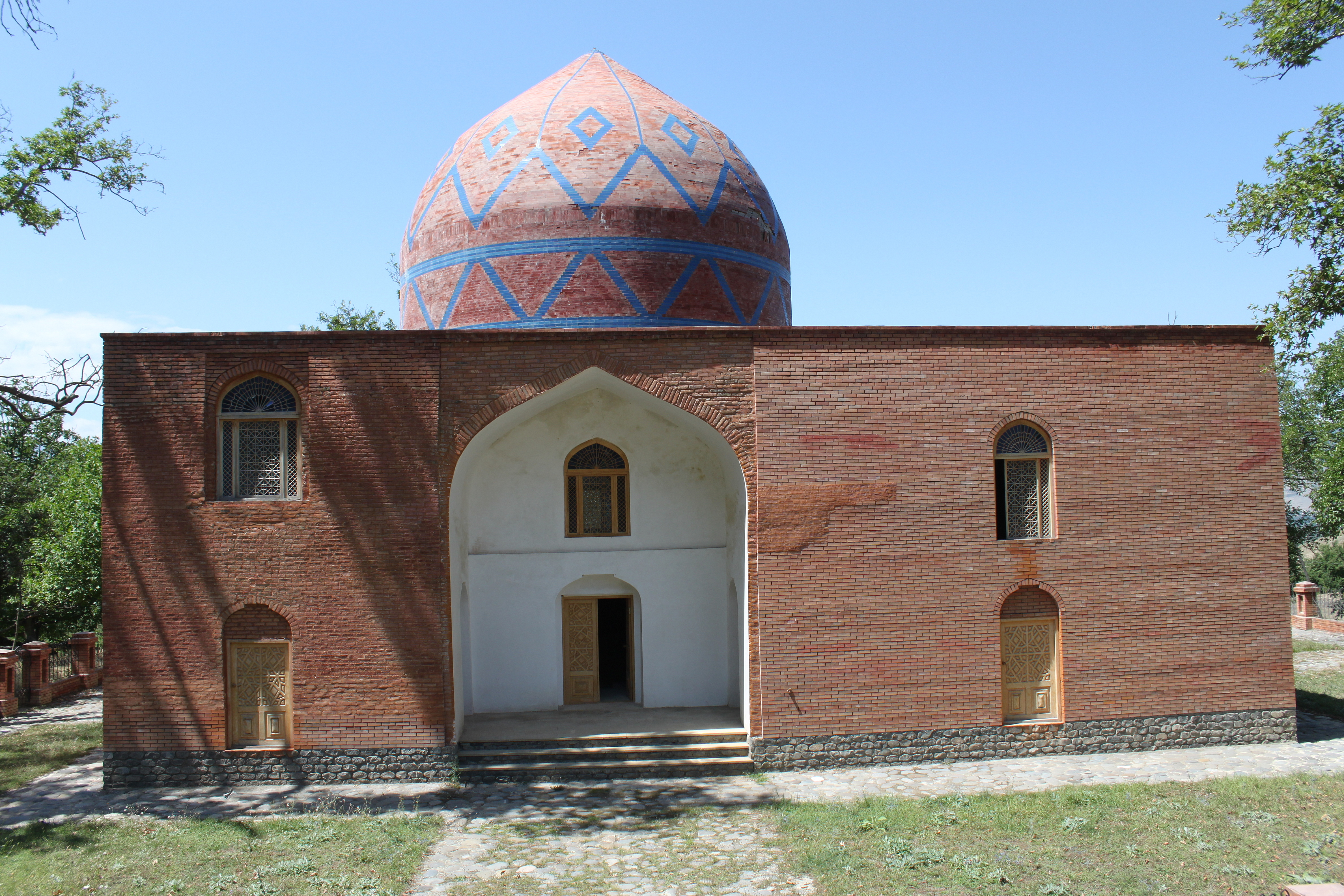
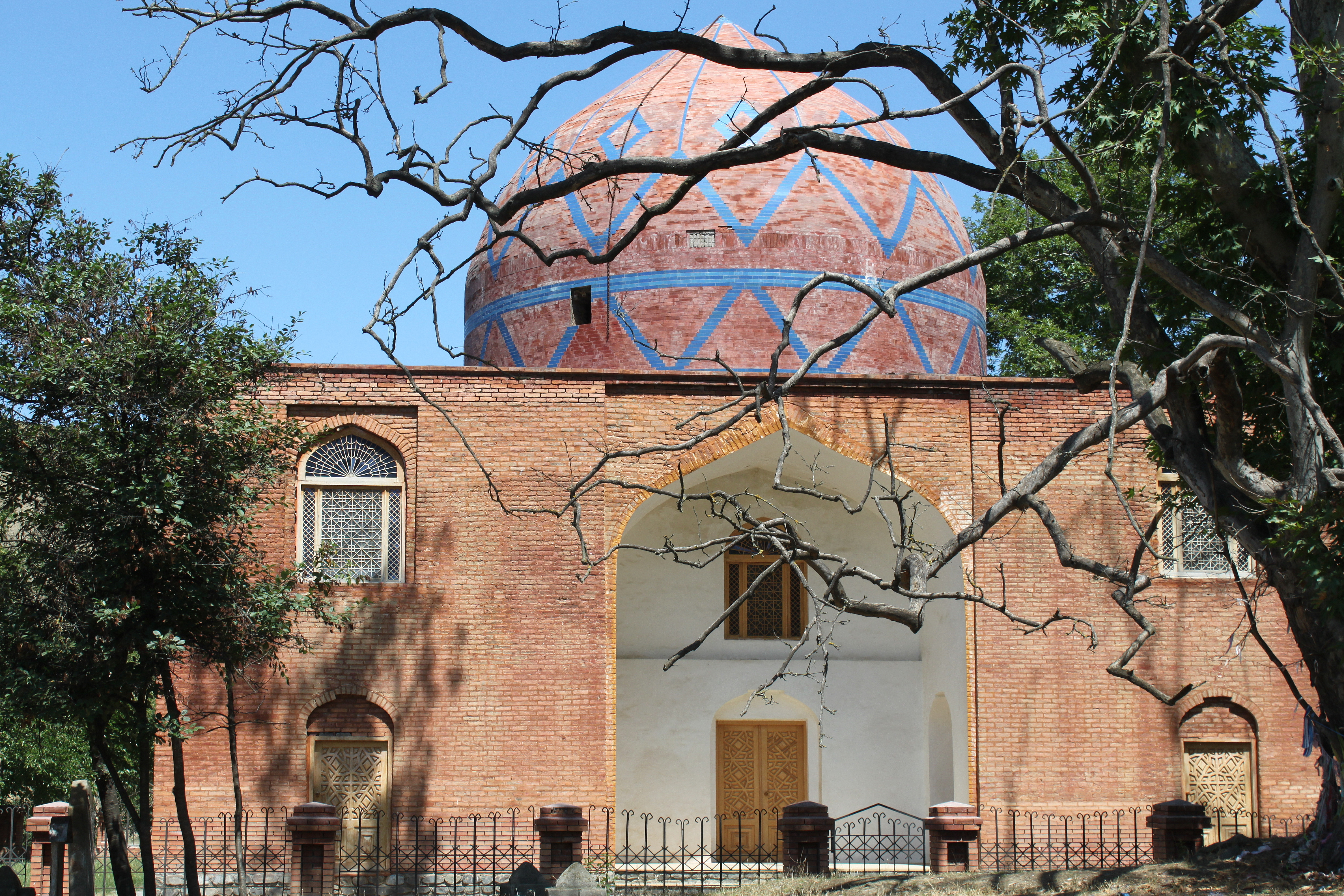
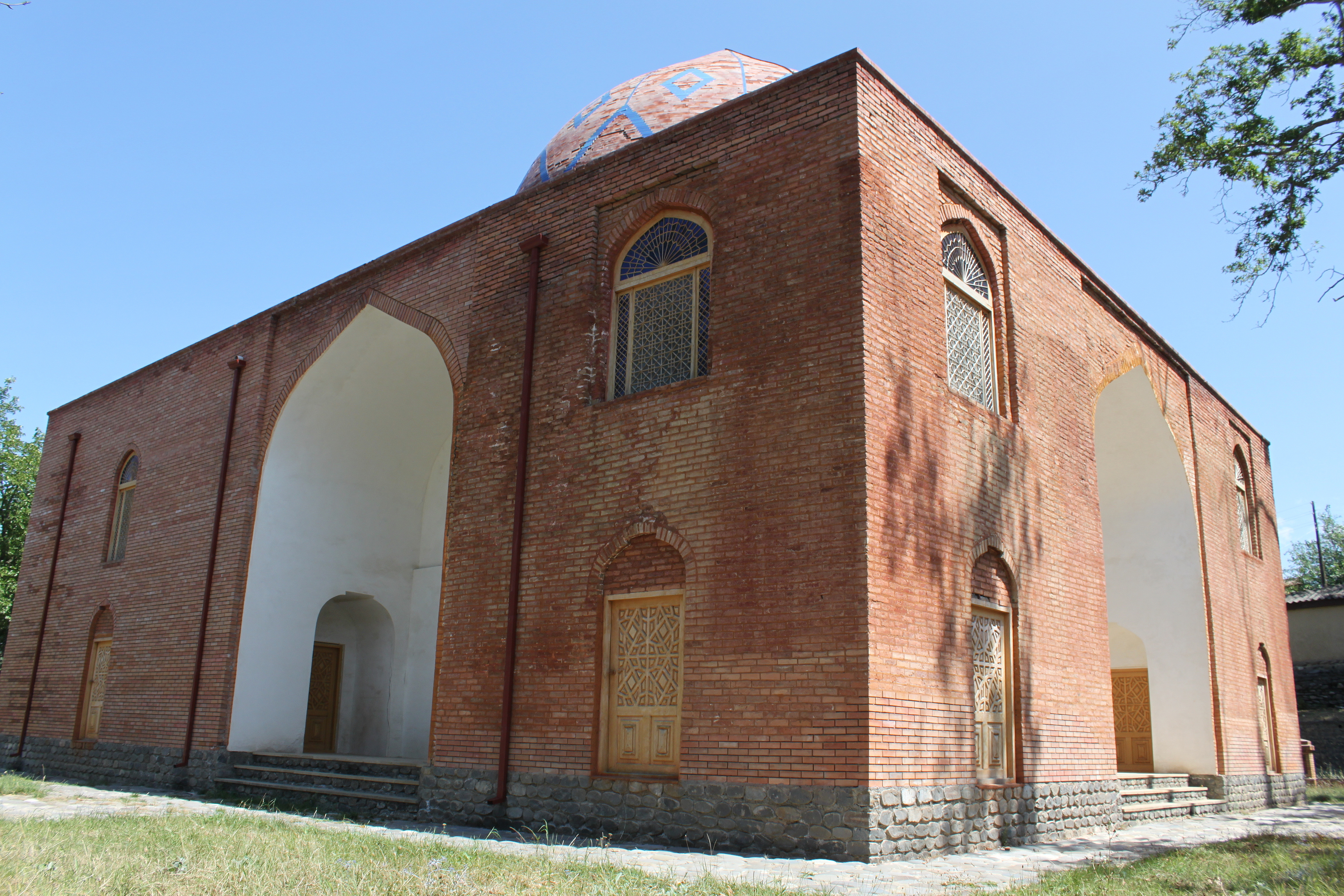